# Wilhelm Goecke
Wilhelm Goecke (ur. 12 lutego 1898 w Schwelm, zm. 20 października 1944) – zbrodniarz hitlerowski, komendant obozu koncentracyjnego Warschau i SS-Standartenführer.
Uczestniczył w I wojnie światowej. Członek NSDAP (nr legitymacji partyjnej 335455) i, od listopada 1931, SS (nr identyfikacyjny 21529). W czerwcu 1942 Goecke został komendantem obozu pracy dla jeńców serbskich w Narwiku, skąd w lipcu tego roku przeniesiono go do Mauthausen-Gusen. W październiku 1942 mianowano go komendantem obozu Warschau, a w październiku 1943 objął stanowisko komendanta obozu w Kownie. Funkcję tę pełnił do czerwca 1944. Następnie Goecke został przydzielony do walk z partyzantami w okolicach północnego Adriatyku. Zginął w rejonie Triestu w październiku 1944.